# Synagoge (Radzyń Chełmiński)

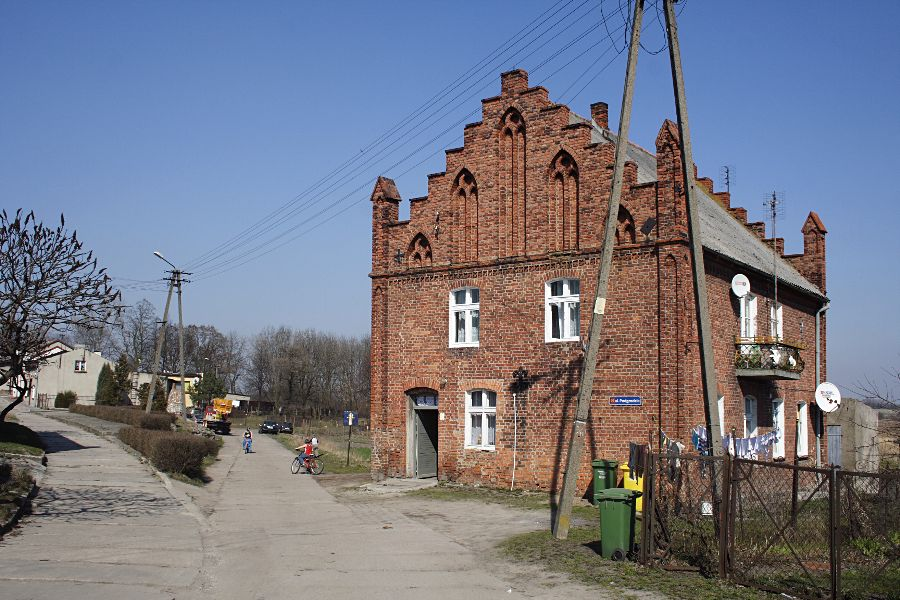
Synagoge in Radzyń Chełmiński

Die Synagoge in Radzyń Chełmiński, einer Stadt in der Woiwodschaft Kujawien-Pommern in Polen, wurde Ende des 19. Jahrhunderts errichtet. Die ehemalige Synagoge in der Podgrodzie-Straße Nr. 7 wurde bereits in den 1920er Jahren profaniert. Sie ist ein geschütztes Kulturdenkmal. 